# Paris–Roubaix 1938

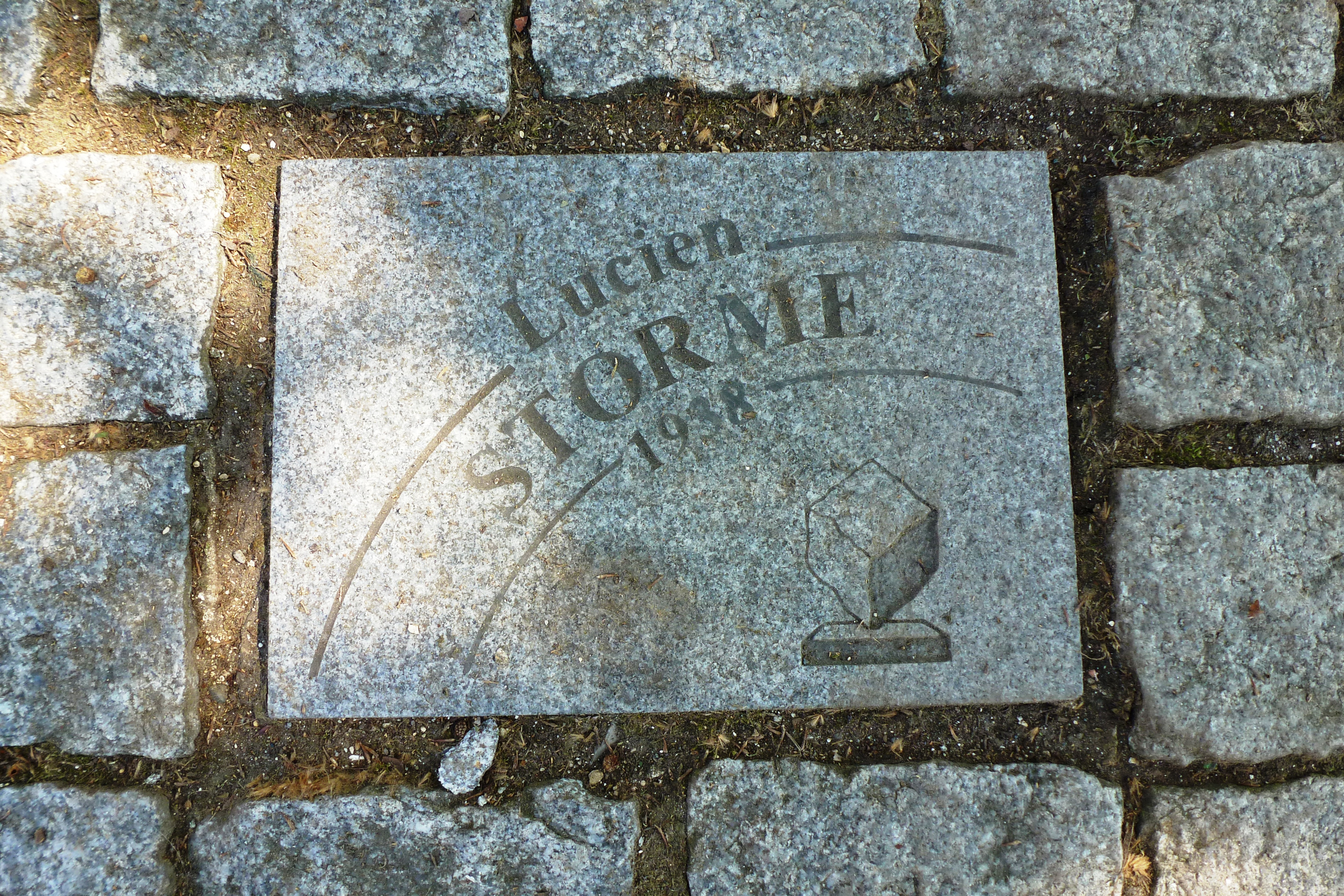
Pflasterstein für Lucien Storme auf der Allée Charles Crupelandt in Roubaix

Das Eintagesrennen Paris–Roubaix 1938 war die 39. Austragung des Radsportklassikers und fand am Sonntag, den 17. April 1938, statt.
Das Rennen führte von Argenteuil nach Roubaix, wo es auf der Avenue Gustave Delory (zuvor Avenue les Villas) endete. Die Strecke war 255 Kilometer lang. 171 Fahrer gingen an den Start, von denen sich 59 platzieren konnten. Der Sieger Lucien Storme absolvierte das Rennen mit einer Durchschnittsgeschwindigkeit von 30,99  km/h.
Während des Rennens war es sehr kalt, und es blies ein starker Wind aus Norden. 17 Kilometer vor Roubaix hatte sich eine führende Gruppe aus 15 Fahrern gebildet. Louis Hardiquest riss aus, aber der 21-jährige Lucien Storme blieb an seinem Hinterrad. Neun Kilometer später hatte Storme einen Reifendefekt, war aber schnell wieder auf der Strecke und schloss wieder zu Hardiquest auf. Er fuhr einen langen Sprint und schlug Hardiquest, der im Vorfeld als stärker eingeschätzt worden war.